# Centris lilacina
Centris lilacina är en biart som beskrevs av Cockerell 1919. Centris lilacina ingår i släktet Centris och familjen långtungebin. Inga underarter finns listade.